# Elettromotrici SFV gruppo 420
Le elettromotrici gruppo 420 della SFV di Roma sono state un gruppo di dieci rotabili costruiti tra il 1927 e il 1932 per la ferrovia Roma-Fiuggi-Alatri-Frosinone. Sono i primi rotabili costruiti espressamente per il solo servizio urbano entrati a far parte del parco rotabile della linea. 

## Storia
Nel 1918, con l'attivazione dell'intera linea da Roma a Frosinone, la società concessionaria si trova in una situazione economica tutt'altro che florida. I primi due anni di esercizio fino a Genazzano (dal 1916) e a Fiuggi (dal 1917) non hanno dato buoni risultati e con l'apertura dell'ultimo tronco si teme un peggioramento della situazione a causa di un forte debito contratto con la Banca Commerciale Italiana per il maggior costo di costruzione della linea, preventivato a 18.000.000 di lire e salito fin quasi a 30. Mentre il Ministero dei lavori pubblici accorda un aumento dei contributi l'andamento economico sociale peggiora essenzialmente a causa degli interessi sui debiti, puntualmente onorati, e dalla totale passività del tronco ferroviario da Fiuggi a Frosinone. Non essendo la situazione ancora disastrosa la società concessionaria negozia un atto addizionale alla concessione originaria (regio decreto 12/12/1909, n. 910) che consente alla società di acquistare nuovo materiale rotabile per il miglioramento del servizio tra Roma e Fiuggi (lungo il quale si istituisce il treno diretto estivo che ferma solo a San Cesareo e Genazzano), un minimo servizio essenziale da Roma verso Alatri e Frosinone (tratta dove si preferisce esercitare corse locali) e un primo potenziamento del servizio urbano di Roma. Prima che la situazione economica precipiti, costringendo il ministero ad istituire la gestione commissariale governativa delle Ferrovie Vicinali, la società mette in servizio sei elettromotrici e dodici rimorchiate. Il rimanente materiale (tre locomotori, dieci motrici e 24 rimorchiate) è invece acquistato nel periodo commissariale.

## Meccanica
Pur potendo circolare con basse prestazioni sull'intera linea le motrici sono costruite espressamente per il servizio urbano di Roma e a tale scopo si presentano con l'ambiente interno unico, senza divisioni in classi, prive di ritirata e di porte di intercomunicazione tra i rotabili e con gli accessi chiusi da cancelletti di tipo tranviario. Le prime sei unità, entrate in servizio nel 1926, montano i carrelli prelevati dalle motrici 400 ricostruite come gruppo 450, le altre sono dotate di carrelli di tipo non accertato. Le casse sono costruite dalla Carminati & Toselli eccezion fatta per le unità 420 e 429, allestite nelle officine sociali di Centocelle. Le vetture entrano in servizio in tre forniture del 1926 (421-426), 1930 (427-428) e 1932 (429, 420).

## Equipaggiamento elettrico

Un treno del servizio urbano Termini-piazza dei Mirti ripreso nell'attuale via delle Camelie

La motrice 425 a Centocelle

Costruito dal TIBB prevede due motori per ogni carrello, connessi permanentemente in serie tra loro a 750 V. Il controller è a comando diretto, ciò che esclude il telecomando di una rimorchiata pilota, gli ausiliari (compressore, riscaldamento, illuminazione) sono alimentati direttamente dalla tensione di linea. 

## Servizio
Le elettromotrici fanno servizio normalmente al traino di due rimorchiate del gruppo 050-073 sulla relazione Termini-Centocelle. La composizione si riduce ad una sola rimorchiata nelle ore di punta sulle corse limitate a Torpignattara, usualmente esercitate con una motrice isolata. Verniciate originariamente in bianco le motrici appaiono nelle foto anche con una striscia laterale di colore verde. Marginalmente ammodernate nel corso degli anni tutte le dieci unità sono utilizzate per la costruzione dei treni urbani bloccati tra il 1959 e il 1963: la 422 come motrice pilota nel primo convoglio a due elementi, le altre come motrice non pilota intercalata tra due rimorchiate pilota.